# Supraśl (gmina)
Supraśl – gmina miejsko-wiejska w województwie podlaskim, w powiecie białostockim. W latach 1975–1998 gmina położona była w województwie białostockim.
Siedziba gminy to Supraśl.
1 stycznia 2016 z gminy Supraśl miała być wyodrębniona część gminy i utworzona gmina Grabówka, składająca się z sołectw: Zaścianki, Grabówka, Henrykowo, Sobolewo i Sowlany, jednak decyzja ta została cofnięta przez rząd Beaty Szydło. Do wyodrębnienia doszło ostatecznie 1 stycznia 2025 roku.
Na skutek utworzenia gminy Grabówka Rada Miejska w Supraślu została z mocy prawa rozwiązana, a do czasu wyborów funkcję rady będzie pełnił pełnomocnik wskazany przez premiera. Jedną z pierwszych decyzji pełnomocnika będzie zajęcie się budżetem Supraśla, ponieważ poprzednia rada go nie uchwaliła, a gmina działa na prowizorium. Nowe wybory do Rady Miasta w Supraślu muszą się odbyć do 16 marca 2025. Ponadto zmniejszy się zasadniczo skład Rady Miejskiej w Supraślu, jako że nowo wydzielona gmina Grabówka liczy ponad 10 000 mieszkańców, a więc po 15 676 (2021 rok) w gminie Supraśl pozostanie około 5600 mieszkańców. Przewiduje się, że z dotychczas 15-osobowej rady musi odejść 8 radnych, którzy uzyskali mandaty z terenów tworzących nową gminę Grabówka.
Po odłączeniu gminy Grabówka 1 stycznia 2025, powierzchnia gminy Supraśl zmniejszyła się z 187,96 km2 o 64,44 km2, czyli nowa powierzchnia gminy Supraśl wynosi ok. 123,32 km2.

## Struktura powierzchni
Według danych z 30 czerwca 2012 gminę zamieszkiwało 14 026 osób. Natomiast według danych z 2019 roku gminę zamieszkiwało 15 676 osób.
Według danych z roku 2002 gmina Supraśl ma obszar 187,96 km², w tym:
- użytki rolne: 23%
- użytki leśne: 68%

Gmina stanowi 6,3% powierzchni powiatu.

## Demografia

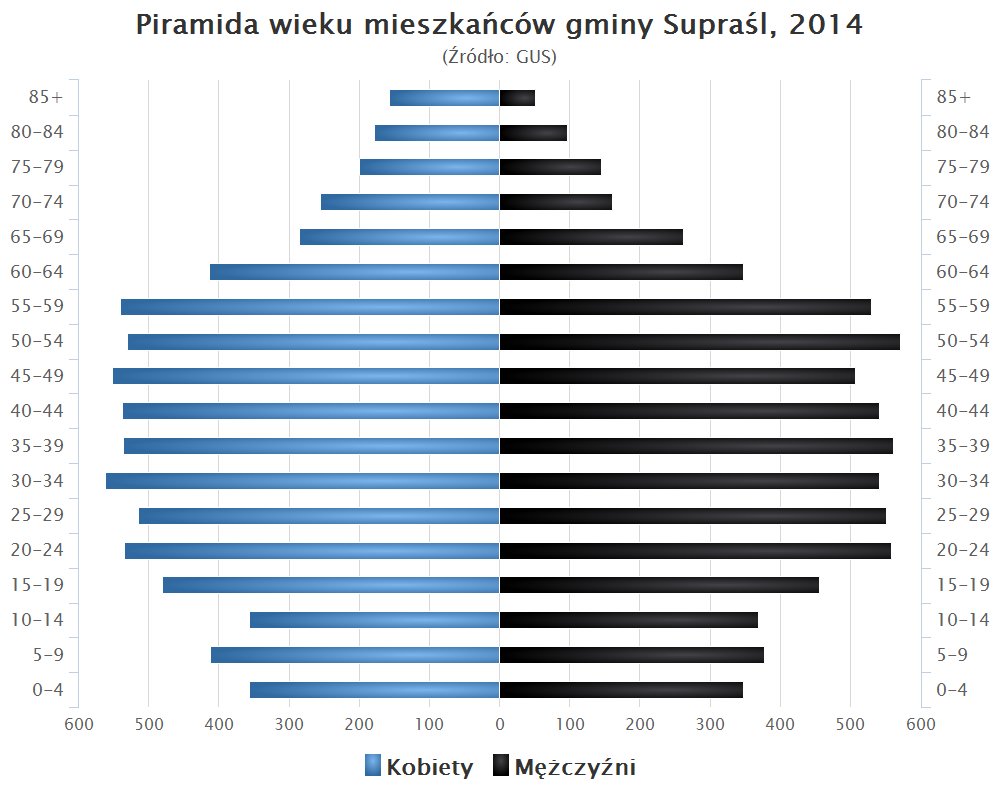
Piramida wieku mieszkańców gminy Supraśl w 2014 roku

Dane z 2019 roku.
| Opis                              | Ogółem | Ogółem | Kobiety | Kobiety | Mężczyźni | Mężczyźni |
| --------------------------------- | ------ | ------ | ------- | ------- | --------- | --------- |
| jednostka                         | osób   | %      | osób    | %       | osób      | %         |
| populacja                         | 15 676 | 100    | 8111    | 51,7    | 7 565     | 48,3      |
| gęstość zaludnienia (mieszk./km²) | 83     | 83     | 43      | 43      | 40        | 40        |

## Sołectwa
Ciasne, Cieliczanka, Jałówka, Karakule, Łaźnie, Ogrodniczki, Sokołda, Surażkowo, (Woronicze-Międzyrzecze).

## Pozostałe miejscowości
Cegielnia, Czołnowo, Komosa, Konne, Kopna Góra, Kozły, Krasne, Krasne (przysiółek), Krzemienne, Pieczonka, Podjałówka, Podłaźnie, Podsokołda, Podsokołda-Gajówka, Pólko, Sadowy Stok, Turo, Turo-Gajówka, Zacisze, Zdroje.

## Sąsiednie gminy
Białystok, Czarna Białostocka, Grabówka, Gródek, Sokółka, Szudziałowo, Wasilków